# Ribas Pequeñas
Ribas Pequeñas (llamada oficialmente Santiago de Ribas Pequenas) es una parroquia y una aldea española del municipio de Bóveda, en la provincia de Lugo, Galicia.

## Geografía
Limita con las parroquias de Ver y Mosteiro al norte, Pino al este, Parte y Valverde al sur, y Villalpape al oeste.

## Organización territorial
La parroquia está formada por seis entidades de población, constando dos de ellas en el nomenclátor del Instituto Nacional de Estadística español:
- Áspera (A Áspera)
- Chorente
- Ribas Pequenas*
  - A Gándara
  - Igrexa (A Eirexa)
  - Souto (O Souto)
  - Veiga (A Veiga)

## Demografía

### Parroquia
| Gráfica de evolución demográfica de Ribas Pequeñas (parroquia) entre 2000 y 2019 |
|                                                                                  |
| Datos según el nomenclátor publicado por el INE.                                 |

### Aldea
| Gráfica de evolución demográfica de Ribas Pequenas (aldea) entre 2000 y 2019 |
|                                                                              |
| Datos según el nomenclátor publicado por el INE.                             |

## Lugares de interés
- Iglesia parroquial de Santiago, reconstruida en el siglo XVII. Edificio de planta rectangular con muros de mampostería de pizarra y cubierta de madera y pizarra a dos aguas. En su interior, dos naves comunicadas por dos arcos de medio punto.
- Casa do Coronel, situada en O Souto. Edificio con planta de U alrededor de un patio cerrado, con muros de mampostería en pizarra y cubierta a cuatro aguas, de madera y pizarra. En su fachada hay un escudo, de apariencia reciente, con las armas de los Somoza.
- O Refuxio da Coruxa, en A Veiga. Edificio de planta en L, estructurado alrededor de un patio cerrado.
- Molino de Maseda, actualmente en funcionamiento, en el curso del río Mao.

## Festividades
Las fiestas parroquiales se celebran el 7 de septiembre en honor a la Virgen de los Remedios. También se celebra el 25 de julio la festividad de Santiago Apóstol, patrón de la parroquia.